# Marten de Vos
Marten de Vos (Anvers, 1532 - 1603) fou un pintor i dibuixant flamenc de l'últim manierisme.

## Biografia i obra
Va ser un dels quatre fills del pintor Pieter de Vos, de qui va rebre les primeres lliçons en aquest art i, per tant, era germà del compositor Laurent de Vos. Es creu que el 1522 va viatjar a Itàlia juntament amb Pieter Brueghel el Vell, passant per Florència, Roma, i Venècia on va ser alumne de Tintoretto, adoptant l'estil manierista de moda per llavors.
El 1556 estava de tornada a Anvers, i el 1558 ingressà com mestre al gremi de pintors de la ciutat. El 1560 es casa amb Joanna Li Boucq amb qui va tenir vuit fills, un d'ells el futur pintor Marten de Vos el Jove (1576–1613).
Entre les seves obres excel·lents destaquen els retaules pictòrics que va realitzar per a diverses associacions de la seva ciutat natal: El Triomf de Crist (1590), Les Temptacions de Sant Antoni (1594), San Lluc pintant la Mare de Déu (1602) i Els Casaments de Canà (1597).
Com a dibuixant, va estar especialment actiu durant els anys 1580-1585, període durant el qual els calvinistes van tenir el poder a Anvers, i va realitzar en total més de 1.600 dibuixos que van servir com a model per a obres dels més importants gravadors holandesos de l'època.
Diverses de les seves obres més singulars es conserven a Espanya, com El Judici Final al Museu de Belles Arts de Sevilla i El rapte d'Europa al Museu de Belles Arts de Bilbao.